# Middle-earth: Shadow of War
Middle-earth: Shadow of War (укр. Середзем'я: Тіні Війни) — мультиплатформенна відеогра в жанрі Action/RPG з відкритим світом, розроблена Monolith Productions для платформ Xbox One, Windows і PlayStation 4. Її видавцем виступила Warner Bros. Interactive Entertainment. Вихід гри відбувся 10 жовтня 2017 року, а повне розширене видання з усіма доповненнями (DLC) вийшло 28 серпня 2018 року.
Гра є продовженням Middle-earth: Shadow of Mordor, яка випущена була в 2014 році. Як і попередня гра, Middle-earth: Shadow of War заснована на книгах Дж. Р. Р. Толкіна та їх екранізації Пітера Джексона. Гравець управляє слідопитом Таліоном, одержимим духом ельфійського правителя Келебрімбора; Таліон намагається використовувати один з перснів влади, щоб зібрати армію орків і тролів і кинути виклик Саурону і його полководцям-назгулам. В Shadow of War використовується вдосконалена система Nemesis з попередньої гри; світ гри і населяють його персонажі змінюються в залежності від дій та рішень гравця, що означає, що кожне нове проходження відрізняється від попереднього. Якщо у гравця є збереження Shadow of Mordor, він може перенести в нову гру окремих персонажів з першої гри — найзаклятішого ворога і найвірнішого соратника.

## Сюжет
Через деякий час після подій попередньої гри, слідопит Таліон і дух ельфійського коваля Келебримбора виковують в жерлі Ородруїна Новий Перстень Влади, подібний за силами на Єдиний Перстень, але не зачеплений впливом Саурона. Як тільки роботу було завершено, павучиха Шелоб викрадає дух Келебримбора, Таліон опиняється на межі смерті — ще на початку попередньої гри воєначальник, відомий як Чорна Рука Саурона, перерізав йому горло, і тільки присутність Келебримбора не давала Таліону померти. Щоб уникнути загибелі, Таліон одягає Новий Перстень, а пізніше обмінює його на свободу Келебрімбора. Віддавши Перстень Шелоб, Таліон отримує від неї передбачення: армія Мордора на чолі з Королем-чародієм Ангмара взяла в облогу Мінас Ітіль, ґондорське місто-фортецю на кордоні з Мордором. Захищаючи Мінас Ітіль, Таліон зустрічає нових союзників — генерала Кастаміра, його дочку Ідріль і чорношкірого воїна-гарадрима Баранора. Пізніше Кастамір здає Мінас Ітіль в руки Короля-чаклуна, і захоплене назгулами та орками місто отримує нову назву — Мінас Морґул. Назгули нападають і на Шелоб, намагаючись відібрати у неї Новий Перстень; після цього Шелоб повертає коштовність Таліону і каже, що доля всього Середзем'я тепер в його руках.
Щоб кинути виклик Саурону, Таліон і Келебримбор повинні зібрати армію орків, використовуючи Новий Перстень для їх підкорення; для цього герої відвідують кілька областей Мордора. У джунглях біля моря Нурнен їх союзниками стають олог-хай Бруз і старий знайомий орк на прізвисько Мишарій Боягуз зі своїм другом олог-хаєм Слідопитом (він названий на честь Таліона). Згодом Бруз зраджує Таліона, і герой з допомогою Мишарія влаштовує на нього полювання і ганьбить його, а ганьба для орка чи олога — гірша за смерть. На прохання чарівної істоти — берегині лісу Карнан — Таліон кидає виклик орчому некроманту Зогу і викликаному ним балрогу, відомому як Тар-Ґорот. Шляхи Таліона також перетинаються з ельфійською найманою вбивцею Елтаріель, Клинком Ґаладріелі; Елтаріель полює за назґулами. Серед цих назґулів є Суладан - король, який свого часу полонив Саурона, і потрапив під вплив Персня Влади, Ґелм Молоторукий - король Рохану, та Ісілдур, король Ґондора, який колись зрізав Перстень Всевладдя з руки Саурона; згідно сюжету гри, він після смерті у Ірисній низовині був захоплений орками та перетворений Сауроном на одного з Примар Персня.
Захопивши всі п'ять областей Мордора, Таліон, Келебримбор і Елтаріель з армією орків виступають на Барад-Дур, фортецю Саурона. Перемігши Ісілдура, Таліон дає назґулу померти остаточно — це спричиняє обурення Келебримбора, який бажає підкорити Саурона і самому стати володарем Мордора і всього Середзем'я. Він передає Новий Перстень Елтаріелі й сам переселяється в її тіло, а Таліона залишає помирати — в тому ж становищі, що й на початку гри. Завдяки Шелоб Таліон знаходить вихід — він одягає перстень влади Ісілдура, тим самим повернувши собі безсмертя та здобувши здатність воскрешати полеглих воїнів, але прирікає себе на жахливу долю Примари Персня. Таліон захоплює Мінас Морґул, вигнавши звідти Короля-чаклуна та його назґулів. У той же час Елтаріель з Келебримбором і Саурон сходяться в бою на вершині Барад-Дура. Вони начебто перемагають, і Келебримбор підкорює Саурона своїй волі, але той моментально оговтується, хапає Елтаріель за руку і зрізає з неї Новий Перстень (як колись вчинив Ісілдур з Сауроном). Дух Келебримбора і Саурон зливаються у вічній битві, перетворившись у Багряне Око на вершині вежі, таке ж, як в кінотрилогії Пітера Джексона.
Основна сюжетна лінія гри закінчується на цьому моменті, однак після проходження четвертого акту, що складається виключно з оборони фортець, відкривається «справжня» кінцівка. Оповідачка Шелоб повідомляє, що після десятиліть війни Таліон остаточно піддався впливу персня і став одним з назґулів, вирушивши з ними до Ширу, шукати Фродо Торбина. Під час знищення Єдиного Персня у жерлі Ородруїна, Таліон загинув від вулканічної бомби під час виверження (як було показано у фільмі Володар Перснів: Повернення короля). У фінальній сцені дух Таліона опиняється на берегах Валінору. Він йде на захід, скидаючи з себе обладунки та зброю, щоб воз'єднатися зі своєю сім'єю за колами світу; поблизу ввіткнутого в землю кинджала Ахарн розпускається квітка.

### Зв'язок з легендаріумом Толкіна
Дія гри відбувається у вигаданому Толкіном Середзем'ї, і в грі з'являються різні персонажі, згадувані на сторінках «Володаря перснів» — Келебримбор, Шелоб, Ґолум, Саурон і назґули. Сценарій гри, включаючи всі діалоги, був погоджений з компанією Middle-earth Enterprises, яка володіє авторськими правами на персонажів, імена і назви книг Толкіна. Незважаючи на це, розробники гри вільно поводяться з міфологією Толкіна. Так, дія гри формально відбувається між подіями книг «Гобіт, або Туди і Звідти» та «Володар перснів», проте падіння міста-фортеці Мінас Ітіль і її перетворення в Мінас Морґул, які в книжках відбулися на тисячі років раніше, відбуваються прямо під час гри. Такі історичні персонажі Середзем'я, як Ісілдур або Гельм Молоторукий, в грі Shadow of War входять в число назґулів, і саме поняття «назґул» трактується як титул, що переходить від одного поневоленого Сауроном духу до іншого — в кінці гри до них, на заміну Ісілдуру, приєднується і головний герой.
Важлива для гри механіка воскресіння персонажа з мертвих, на думку розробників, давала їм можливість дослідити важливу для робіт Толкіна тему безсмертя (англ. deathlessness). Обраний підхід викликав критику ще в часи гри Middle-earth: Shadow of Mordor, оскільки нескінченні повернення героя Таліона до життя були б неможливі в рамках толкінівської міфології; як відповідь розробники стверджували в інтерв'ю, що Таліон у грі є не смертною людиною, але живим мерцем на кшталт назгулів або рейфа. Shadow of War обходиться з темами смерті й безсмертя ще більш вільно — так, одна з другорядних сюжетних ліній пов'язана з орком-некромантом на ім'я Зоґ, який демонструє здатність з легкістю повертати убитих персонажів до життя.
Шелоб описана у «Володарі перснів» виключно як жахлива павучиха, однак у грі Шелоб — одна з центральних персонажів і оповідачка; вона може за своїм бажанням змінювати вигляд і частіше з'являється в образі спокусливої жінки, здатної до яснобачення, і допомагає героям. З точки зору віце-президента Monolith Майкла де Платера, Шелоб і у «Володарі перснів» не є цілком негативним персонажем; в Shadow of War вона постає свого роду темної версією Ґаладріелі, мудрою володаркою, що маніпулює іншими персонажами заради благої мети. Її здатність набувати людського вигляду де Платер і головний наративний дизайнер гри Тоні Еліас пояснювали через походження — Унґоліанта, мати Шелоб, на їх думку, була однією з маярів у подобі павука, так що і її дитина Шелоб не повинна мати виключно павучий вигляд.
Розробники гри спиралися не стільки на книжковий канон Толкіна, скільки на екранізації Пітера Джексона, що виділяється як у візуальному плані багатьох локацій, так і в самій міфології та історії світу Середзем'я, у багатьох аспектах творці гри також відходять від моментів, описаних в книгах.

## Middle-earth: Shadow of war Definitive Edition
28 серпня 2018 вийшло нове видання гри з усіма доповненнями (DLC), безкоштовними оновленнями та вдосконаленнями..
Остаточне видання містить весь завантажений вміст:
- Desolation of Mordor Story Expansion
- Blade of Galadriel Story Expansion
- Slaughter Tribe Nemesis Expansion
- Outlaw Tribe Nemesis Expansion

Розширення Nemesis включає в себе нове плем'я орків з новими місіями, ворогами, послідовниками, здібностями, зброєю, оновленнями фортеці та дикої природи та легендарним набором.
Story Expansion представляє нового персонажа та здібності, історії кампанії, побічні місії, вороги, союзники та інше.
Крім того, Middle Earth: Shadow of War Definitive Edition об'єднує безліч різноманітних покращень та безкоштовних оновлень вмісту, завдяки досвіду кампанії та вдосконаленому епілогу після гри до нових сценаріїв і повного видалення ринку, крім сотень з інших покращень після звільнення Middle-earth: Shadow of war.
- Закриття ринку: повне зняття ринку та мікроударів.
- Оновлений епілог з новою історією від Шелоб, Короля-чаклуна та "Темного" Таліона, а також нових масок нагород гравця за назґулів.
- Покращення системи Nemesis: численні вдосконалення, що дають додаткову глибину для боротьби зі взаємодіями та взаємодіями з гравцями, а також додаткові риси та поведінка для ворогів орків, більш легендарних орків та інших.
- Потужність: стеля рівня для гравця була збільшена до 80, а для ворожих капітанів рівень був збільшений до 85, більше XP досвіду, нові навички.
- Скіни: Додано плеєр-скіни для Келебримбора, Елтаріелі, Темної Елтаріелі, Баранора та Серки.
- Online Pit Battles & Conquests: Додана функція пошуку, яка викликає особливих гравців "Overlords" та "фортеці" у дружньому режимі.
- Нескінченна Облога: додана можливість захистити фортеці від нескінченних атакуючих хвиль сил Саурона.
- Повстання: додана функція розчавити бунтівників ологів та уруків.
- Оновлений фоторежим: Збереження кожної битви з новими фільтрами, кадрами і текстурами.
- Рівні складності: Додані важкі та суперважкі рівні складності.
- Статистика гравців: додана сторінка "Статистика гравців", щоб відслідковувати вбивства ворогів, домінанти та зради[13].

## Розробка
У процесі створення гри команда розробників втратила виконавчого продюсера компанії Monolith Productions Майкла Форджі, який помер від раку. З метою вшанувати пам'ять колеги розробники створили персонажа по імені Фортхог Вбивця Орків. За задумом цей персонаж так само корисний для головного героя, як Майкл був корисний для своєї команди. Особливість персонажа — сокира у вигляді гітари як нагадування про захоплення покійного виконавчого продюсера.

## Рецензії та продажі
| Агрегатор  | Оцінка                                 |
| ---------- | -------------------------------------- |
| Metacritic | (PC) 81/100 (PS4) 79/100 (XONE) 81/100 |

| Видання                   | Оцінка |
| ------------------------- | ------ |
| Destructoid               | 7/10   |
| Electronic Gaming Monthly | 8/10   |
| Game Informer             | 9.5/10 |
| GameSpot                  | 7/10   |
| GamesRadar+               | [ 22 ] |
| Giant Bomb                | [ 23 ] |
| IGN                       | 9/10   |
| PC Gamer (США)            | 73/100 |
| Polygon                   | 7.5/10 |
| VideoGamer.com            | 8/10   |